# Маонань (район)
Маона́нь (кит. упр. 茂南, пиньинь Màonán, буквально: «южная часть уезда Маомин») — район городского подчинения городского округа Маомин провинции Гуандун (КНР). Его название связано с тем, что эта территория является южной частью исторического уезда Маомин.

## История
В IV веке в этих местах жил даос Пань Маомин. Во времена империи Суй в 598 году был создан уезд Маомин (茂名县), названный в честь этого знаменитого местного уроженца.
После вхождения в состав КНР эти места оказались в составе Специального района Наньлу (南路专区). В августе 1950 года Специальный район Наньлу был переименован в Специальный район Гаолэй (高雷专区).
В 1952 году административное деление провинции Гуандун было изменено: были расформированы специальные районы, и эти места вошли в состав Административного района Юэси (粤西行政区). В 1955 году было принято решение об упразднении административных районов, и с 1956 года эти места вошли в состав Специального района Чжаньцзян (湛江专区).
В 1954 году в уезде Маомин были обнаружены залежи нефти, и началось промышленное развитие этих мест. Постановлением Госсовета КНР от 22 марта 1959 года из уезда Маомин был выделен отдельный город Маомин, а остальная часть уезда Маомин была объединена с уездом Синьи в уезд Гаочжоу.
В 1970 году Специальный район Чжаньцзян был переименован в Округ Чжаньцзян (湛江地区).
22 ноября 1975 года Маомин стал городом провинциального подчинения.
В сентябре 1983 года были упразднены город Маомин и округ Чжаньцзян, и образованы городские округа Чжаньцзян и Маомин; территория бывшего города Маомин стала Городским и Пригородным районами городского округа Маомин.
Постановлением Госсовета КНР от 18 апреля 1985 года Городской и Пригородный районы были объединены в район Маонань.

## Административное деление
Район делится на 8 уличных комитетов и 8 посёлков.